# Син Джун Сик
Син Джун Сик (кор. 신준식, р.13 января 1980) — южнокорейский тхэквондист, чемпион Азии, призёр Олимпийских игр.

## Биография
Родился в 1980 году. В 2000 году завоевал серебряную медаль Олимпийских игр в Сиднее. В 2002 году стал чемпионом Азии.